# Turn the Lights Out When You Leave
Turn the Lights Out When You Leave è un brano composto ed interpretato dall'artista britannico Elton John. Il testo è di Bernie Taupin.

## Il brano
Proveniente dall'album del 2004 Peachtree Road (ne costituisce la quarta traccia), si caratterizza come un pezzo di chiaro stampo country e dalle sonorità acustiche; preminente risulta essere il pianoforte di Elton, ben udibile nell'assolo strumentale situato dopo il secondo ritornello. La star è accompagnata dalla sua Elton John Band, formata da Davey Johnstone (chitarre elettrica e acustica), Nigel Olsson (batteria), Guy Babylon (programmazione e direzione dell'arrangiamento, organo hammond), Bob Birch (basso) e John Mahon (percussioni). Un vecchio membro della formazione, John Jorgenson, è invece presente alla chitarra pedal steel. Il titolo del testo di Bernie significa letteralmente Spegni Le Luci Quando Te Ne Vai. Nel videoclip del brano, Elton appare solo brevemente, al pianoforte: la sua apparizione costituisce quindi solo un breve cameo.
Turn the Lights Out When You Leave è stato il secondo brano dell'album di provenienza ad essere pubblicato come singolo, ma non ha avuto un particolare successo: ha infatti conseguito una #32 UK.
Elton ha anche eseguito il brano in duetto con Dolly Parton al Madison Square Garden di New York (2004).